# Lilly Dymont
Lilly Dymont (auch Lily Dymont oder Lea Dymont, * 12. Juli 1911 in Berlin; † 6. März 2006) war eine deutsch-amerikanische Pianistin und Musikpädagogin.

## Leben und Werk
Lilly Dymont wurde 1911 in eine musikalische Familie in Berlin hinein geboren. Ihr Vater Jakob Dymont (1881–1956) war ein angesehener Chorleiter, Dirigent und Komponist jüdischer liturgischer Musik.
Lilly Dymont begann zunächst bei ihrem Vater Musik zu studieren. Später wurde der Berliner Musikpädagoge Georg Bertram ihr Lehrer. Bereits als Teenager trat Lilly Dymont als Pianistin mit vielen bedeutenden europäischen Orchestern unter anderem unter der Leitung von Leo Blech, Paul van Kempen und William Steinberg auf.
Seit 1928 spielte sie Tonträger für das Label Polydor ein. Nach einem Verhör durch die Gestapo im Jahr 1937 traf sie eine das Leben ihrer Familie ändernde Entscheidung. Sie kontaktierte die amerikanische Botschaft in Berlin und eine amerikanische Freundin in New Hampshire. Diese Freundin besorgte für Lilly Dymont und ihre Familie Visa für die Vereinigten Staaten. 1938 siedelte sie mit ihrem Ehemann Walter V. Mindus nach New Bedford in Massachusetts um. Sie änderte auch die Schreibweise ihres Namens in Lily Dymont.
Lilly Dymont wurde in der Namensliste „nichtarischer“ Musiker mit Mitgliedsnummern in der RMK 1935 (Signatur: R 56 II/15 des Bundesarchivs), der Liste aus der Reichsmusikkammer ausgeschlossener Juden, jüdischer Mischlinge und jüdisch Versippter namentlich erwähnt.
Sie wirkte nach ihrer Emigration in die USA dann für über 40 Jahre als Klavierpädagogin an der Longy School of Music in Cambridge, Massachusetts. Sie rief die New-Bedford-Konzertreihe ins Leben und war viele Jahre lang deren Präsidentin. Sie organisierte viele Jahre lang ein jährliches Sommerseminar für Pianisten an der University of Massachusetts in Dartmouth.
Lilly Dymont starb im März 2006 im Alter von 94 Jahren.